# Jeffrey Ullman
Jeffrey David Ullman (n. 22 de noviembre de 1942) es un connotado informático teórico estadounidense. Sus libros de texto sobre compiladores, teoría de computación, estructuras de datos y bases de datos son considerados como libros estándar en estos campos.
Ullman recibió el grado de Bachelor of Science en Ingeniería matemática en la Universidad de Columbia en 1963, y el Ph.D. en Ingeniería eléctrica en la Universidad de Princeton en 1966. Posteriormente trabajó muchos años en los Laboratorios Bell. Entre 1969 y 1979 fue profesor en Princeton. Desde 1979 ha sido profesor en la Universidad Stanford, donde actualmente es profesor emérito, específicamente, Stanford W. Ascherman Professor of Computer Science. En 1995 comienza a formar parte como miembro de la Association for Computing Machinery y en 2000 fue galardonado con el Premio Knuth.
Los intereses de investigación de Ullman incluyen teoría de teoría de base de datos, integración de datos, minería de datos, y educación utilizando infraestructura informática. Es uno de los fundadores del campo de teoría de bases de datos, y fue supervisor doctoral de toda una generación de estudiantes que luego se convirtieron en importantes teóricos de base de datos por derecho propio. Fue supervisor doctoral, entre muchos otros, de Sergey Brin, uno de los cofundadores de Google, y ayudó en la junta consultiva técnica de Google.
Él y su colaborador de mucho tiempo, Alfred Aho, recibieron el Premio Turing en 2020, generalmente reconocido como la más alta distinción en ciencias de la computación.